# Sherif Madkour
Sherif Ali Madkour (en arabe : شريف علي مدكور), né le 21 juin 1989, est un nageur égyptien.

## Carrière
Sherif Madkour est médaillé de bronze du 200 mètres brasse aux Championnats d'Afrique de natation 2006 à Dakar ainsi qu'aux Championnats d'Afrique de natation 2010 à Casablanca.
Aux Jeux panarabes de 2007 au Caire, il obtient la médaille d'argent du 200 mètres brasse.